# Kingdom of the Planet of the Apes
Kingdom of the Planet of the Apes är en amerikansk science-fiction-film från 2024. Filmen är regisserad av Wes Ball, med manus skrivet av Josh Friedman, Patrick Aison, Rick Jaffa och Amanda Silver. Det är uppföljaren till Apornas planet: Striden från 2017 och är den fjärde delen i reboot-serien av Apornas planet.
Filmen hade biopremiär i Sverige den 8 maj 2024, utgiven av Walt Disney Pictures.

## Rollista (i urval)
Källor: 
- Owen Teague – Noa
- Freya Allan – Mae
- Peter Macon – Raka
- Kevin Durand – Proximus Caesar
- Neil Sandilands – Koro
- Eka Darville – Sylva
- Sara Wiseman – Dar
- William H. Macy – Trevathan[7]
- Dichen Lachman – Korina[8]

## Produktion
Filminspelningarna påbörjades i oktober 2022 på Disney Studios Australia i Sydney, under arbetsnamnet Forbidden Zone. Inspelningarna avslutades den 15 februari 2023.